# Konjeniški kip Kristjana V.
Konjeniški kip Kristjana V., ki stoji v središču trga Kongens Nytorv, je najstarejši od petih konjeniških kipov danskih monarhov v Københavnu na Danskem. Konjeniški kip je ustvaril francoski kipar Abraham-César Lamoureux. Iz leta 1688 je bil prvotno izdelan iz pozlačenega svinca, leta 1939 pa je bil preoblikovan v bron.

## Opis
Z neposrednim navdihom pri konjeniškem kipu Ludvika XIII. v središču Place des Vosges v Parizu prikazuje kralja, oblečenega kot rimski imperator, s čelado z lovorovim vencem.
Podstavek obdajajo štirje alegorični kipi. Proti palači Charlottenborg stojita figuri Minerve in Aleksandra Velikega, ki predstavljata preudarnost in moč, na nasprotni strani pa sta kipa Herkula in Artemizije, poosebitvi moči in časti.
Čeprav je Lamoureux upodobil konja v koraku, podobnem kasu, po navdihu konja Marka Avrelija na Kapitolskem griču, je oblika povzročila hude težave zaradi mehke kovine, uporabljene za ulivanje. Konstrukcijo je bilo zato treba okrepiti, Lamoureux pa je uvedel figuro golega moškega, ki je čepel pod konjevim kopitom, ki pooseblja zavist, a hkrati daje oporo konjskemu sodu kot najšibkejši točki kipa. Vendar pa so se skozi stoletja težave s kipom nadaljevale, zlasti s konjevo sprednjo levo nogo, in končno so profesorju Einarju Utzon-Franku z Danske akademije lepih umetnosti naročili, da kip preoblikuje v bron. To se je dogajalo od leta 1939 do 1942, nov kip pa je bil slovesno odprt 22. maja 1946.

## Zgodovina
Kmalu po kronanju Kristijana V. leta 1670 je bil Kongens Nytorv postavljen kot place royale po navdihu iz Francije. Zemljišča okoli novega trga so razdelili zainteresiranim premožnim meščanom, tudi ljudem iz novih vrst. Stavbe, ki gledajo na trg, so morale imeti vsaj dve nadstropji in ustrezati določenim standardom. Francoski kipar Abraham-César Lamoureux je dobil naročilo za izdelavo konjeniškega kipa Kristjana V. za središče trga.
Leta 1688 je bil slovesno odprt baročni vrtni kompleks z drevesi okoli parterja in pozlačenim konjeniškim kipom Kristjana V. v njegovem središču. Leta 1747 je Friderik V. Danski celoten trg ponovno zgradil kot vojaško vadbišče in slovesno igrišče za kraljeve čete, ki se je uporabljalo do leta 1908, ko je bil trg preoblikovan v prvotno zasnovo.
Konjeniški kip je bil izdelan iz pozlačenega svinca. Skozi stoletja je mehka kovina, uporabljena za ulivanje kipa, povzročala težave, zlasti s konjevo sprednjo levo nogo, in nazadnje so profesorju Einarju Utzon-Franku z Danske akademije lepih umetnosti naročili, da kip preoblikuje v bron. To se je dogajalo med letoma 1939 in 1942, nov kip pa je bil ponovno postavljen 22. maja 1946.